# Calcio Monza 1990-1991
Questa pagina raccoglie le informazioni riguardanti il Calcio Monza nelle competizioni ufficiali della stagione 1990-1991.

## Stagione
Mentre in campionato non si riesce ad inserirsi nella zona promozione, grande soddisfazione giunge alla dirigenza biancorossa nel conquistare per la quarta volta la Coppa Italia di Serie C.

## Organigramma societario
Area direttiva
- Presidente: Valentino Giambelli
- Direttore generale: Giuliano Terraneo
- Direttore Sportivo: Gianluigi Maggioni
- Dirigente S.G.: Sandro De Lazzeri

Area organizzativa
- Segretario: Marinella Farina ed Enrico Tosoni

Area tecnica
- Allenatore: Franco Varrella
- Allenatore in 2ª: Giuseppe Valsecchi
- Medici sociali: Dott. Roberto Orlandi e Dott. Claudio Locatelli
- Massaggiatori: Marco Viganò e Giuseppe Terenzio

## Rosa
| N. |                   | Ruolo | Calciatore           |
| -- | ----------------- | ----- | -------------------- |
|    | Italia (bandiera) | P     | Ivan Aiardi          |
|    | Italia (bandiera) | P     | Massimiliano Caniato |
|    | Italia (bandiera) | P     | Paolo Mancini        |
|    | Italia (bandiera) | D     | Marco Babini         |
|    | Italia (bandiera) | D     | Roberto Bruno        |
|    | Italia (bandiera) | D     | Luca Chiappino       |
|    | Italia (bandiera) | D     | Alessio Delpiano     |
|    | Italia (bandiera) | D     | Carmelo Mancuso      |
|    | Italia (bandiera) | D     | Paolo Perugi         |
|    | Italia (bandiera) | D     | Ruggero Radice       |
|    | Italia (bandiera) | D     | Roberto Sala         |
|    | Italia (bandiera) | C     | Massimo Brambilla    |
|    | Italia (bandiera) | C     | Massimo Brioschi     |

| N. |                   | Ruolo | Calciatore          |
| -- | ----------------- | ----- | ------------------- |
|    | Italia (bandiera) | C     | Gianmario Consonni  |
|    | Italia (bandiera) | C     | Luigi Di Biagio     |
|    | Italia (bandiera) | C     | Roberto Marta       |
|    | Italia (bandiera) | C     | Daniele Picardi     |
|    | Italia (bandiera) | C     | Anselmo Robbiati    |
|    | Italia (bandiera) | C     | Alessandro Romano   |
|    | Italia (bandiera) | C     | Fulvio Saini        |
|    | Italia (bandiera) | A     | Pierpaolo Bresciani |
|    | Italia (bandiera) | D     | Simone Erba         |
|    | Italia (bandiera) | A     | Paolo Mandelli      |
|    | Italia (bandiera) | A     | Michele Serena      |
|    | Italia (bandiera) | A     | Gianfranco Serioli  |
|    | Italia (bandiera) | A     | Vincenzo Vivarini   |

## Risultati

### Serie C1

#### Girone di andata
| Arbitro: | Scarcelli (Cosenza) |

|              |           |  |
| Robbiati 27’ | Marcatori |  |

| Arbitro: | Cirotti (Roma) |

|               |           |  |
| Artistico 22’ | Marcatori |  |

| Arbitro: | Salerno (Acireale) |

|             |           |             |
| Serioli 85’ | Marcatori | 7’ Montrone |

| Arbitro: | Brignoccoli (Ancona) |

|                             |           |                               |
| Solimeno 23’, 72’ Baldo 81’ | Marcatori | 1’, 31’ Serioli 13’ Di Biagio |

| Monza 14 ottobre 1990 5ª giornata | Monza                | 0 – 0 | Carrarese | Stadio Brianteo\| Arbitro: \| Nepi (Ascoli Piceno) \| |
| Arbitro:                          | Nepi (Ascoli Piceno) |       |           |                                                       |

| Monza 21 ottobre 1990 6ª giornata | Monza           | 0 – 0 | Piacenza | Stadio Brianteo\| Arbitro: \| Fiori (Ravenna) \| |
| Arbitro:                          | Fiori (Ravenna) |       |          |                                                  |

| Arbitro: | Casoli (Reggio Emilia) |

|  |           |               |
|  | Marcatori | 81’ Di Biagio |

| Arbitro: | Rausa (Cosenza) |

|                                            |           |                    |
| Di Biagio 18’ Mandelli 50’, 67’ Perugi 80’ | Marcatori | 84’ (rig.) Mariano |

| Arbitro: | Zucchini (Bologna) |

|            |           |               |
| Mosele 13’ | Marcatori | 63’ Chiappino |

| Arbitro: | Minotti (Frosinone) |

|                                                          |           |                   |
| Mandelli 3’ Robbiati 10’ Chiappino 70’ (rig.) Romano 87’ | Marcatori | 44’ Fusci 82’ Col |

| Arbitro: | Bernardini (Rovigo) |

|                         |           |  |
| Mainardi 35’ Sotgia 73’ | Marcatori |  |

| Arbitro: | Griffo (Palermo) |

|                                 |           |                                           |
| Romano 19’ (aut.) Ceccaroni 29’ | Marcatori | 17’, 73’ Di Biagio 23’ Vivarini 84’ Marta |

| Arbitro: | Ciambotti (Empoli) |

|              |           |           |
| Vivarini 33’ | Marcatori | 31’ Poggi |

| Como 30 dicembre 1990 14ª giornata | Como             | 0 – 0 | Monza | Stadio Giuseppe Sinigaglia\| Arbitro: \| Arena (Ercolano) \| |
| Arbitro:                           | Arena (Ercolano) |       |       |                                                              |

| Arbitro: | Pisacreta (Salerno) |

|                 |           |  |
| Pini 64’ (aut.) | Marcatori |  |

| Arbitro: | Rocchi (Roma) |

|           |           |            |
| Lerda 63’ | Marcatori | 58’ Serena |

| Arbitro: | Ercolino (Cassino) |

|              |           |              |
| Mandelli 28’ | Marcatori | 47’ Albasini |

#### Girone di ritorno
| Arbitro: | Misticoni (Ascoli Piceno) |

|               |           |  |
| Teodorani 72’ | Marcatori |  |

| Arbitro: | Franceschini (Bari) |

|                        |           |  |
| Perugi 8’ Mandelli 78’ | Marcatori |  |

| Arbitro: | De Prisco (Nocera Inferiore) |

|                                |           |  |
| Montrone 74’, 76’ Castioni 88’ | Marcatori |  |

| Arbitro: | Ferro (Verona) |

|                                                              |           |              |
| Robbiati 66’ Chiappino 82’ (rig.) Mandelli 87’ Di Biagio 90’ | Marcatori | 45’ Solimeno |

| Carrara 3 marzo 1991 22ª giornata | Carrarese      | 0 – 0 | Monza | \| Arbitro: \| Cavanna (Roma) \| |
| Arbitro:                          | Cavanna (Roma) |       |       |                                  |

| Arbitro: | Pellegrino (Barcellona Pozzo di Gotto) |

|             |           |  |
| Piovani 60’ | Marcatori |  |

| Monza 24 marzo 1991 24ª giornata | Monza              | 0 – 0 | Empoli | Stadio Brianteo\| Arbitro: \| Montesano (Napoli) \| |
| Arbitro:                         | Montesano (Napoli) |       |        |                                                     |

| Arbitro: | Casoli (Reggio Emilia) |

|                           |           |  |
| Casilli 32’ Giampaolo 47’ | Marcatori |  |

| Arbitro: | Babini (Modena) |

|                      |           |            |
| Serena 1’ Perugi 39’ | Marcatori | 17’ Mosele |

| Arbitro: | Della Pietra (Tolmezzo) |

|           |           |              |
| Fusci 59’ | Marcatori | 68’ Delpiano |

| Monza 28 aprile 1991 28ª giornata | Monza             | 0 – 0 | Fano | Stadio Brianteo\| Arbitro: \| Piretti (Ravenna) \| |
| Arbitro:                          | Piretti (Ravenna) |       |      |                                                    |

| Arbitro: | Ambrosio (Como) |

|  |           |                           |
|  | Marcatori | 17’ Petrullo 85’ Spinelli |

| Arbitro: | Arena (Ercolano) |

|           |           |  |
| Zanin 85’ | Marcatori |  |

| Arbitro: | Salerno (Acireale) |

|                                |           |  |
| Vivarini 16’ Mandelli 30’, 87’ | Marcatori |  |

| Carpi 26 maggio 1991 32ª giornata | Carpi               | 0 – 0 | Monza | Stadio Sandro Cabassi\| Arbitro: \| Minossi (Frosinone) \| |
| Arbitro:                          | Minossi (Frosinone) |       |       |                                                            |

| Arbitro: | Morello (Ragusa) |

|  |           |          |
|  | Marcatori | 86’ Gori |

| Arbitro: | Mitro (Potenza) |

|            |           |           |
| Romano 14’ | Marcatori | 90’ Marta |

### Coppa Italia

#### Turno eliminatorio
| Squadra 1 | Totale | Squadra 2 | Andata | Ritorno |
| --------- | ------ | --------- | ------ | ------- |
| Padova    | 3 - 3  | Monza     | 3 - 1  | 0 - 2   |

#### Sedicesimi di finale
| Squadra 1 | Totale | Squadra 2 | Andata | Ritorno |
| --------- | ------ | --------- | ------ | ------- |
| Monza     | 1 - 3  | Inter     | 0 - 1  | 1 - 2   |

### Coppa Serie C

#### Sedicesimi di finale
| Squadra 1 | Totale | Squadra 2 | Andata | Ritorno     |
| --------- | ------ | --------- | ------ | ----------- |
| Monza     | 2 - 1  | Leffe     | 0 - 0  | 2 - 1 (dts) |

#### Ottavi di finale
| Squadra 1 | Totale | Squadra 2 | Andata | Ritorno |
| --------- | ------ | --------- | ------ | ------- |
| Monza     | 3 - 2  | Piacenza  | 1 - 0  | 2 - 2   |

#### Quarti di finale
| Squadra 1 | Totale | Squadra 2 | Andata | Ritorno |
| --------- | ------ | --------- | ------ | ------- |
| Como      | 1 - 4  | Monza     | 1 - 1  | 0 - 3   |

#### Semifinali
| Squadra 1 | Totale  | Squadra 2 | Andata | Ritorno     |
| --------- | ------- | --------- | ------ | ----------- |
| Monza     | 4-3 dcr | Venezia   | 1 - 0  | 0 - 1 (dts) |

#### Finali
| Squadra 1 | Totale | Squadra 2 | Andata | Ritorno |
| --------- | ------ | --------- | ------ | ------- |
| Palermo   | 1 - 2  | Monza     | 1 - 1  | 0 - 1   |